# Tétraoxyde de xénon
Le tétraoxyde de xénon est un solide cristallin de couleur jaune de formule XeO4 qui n'est stable qu'en dessous de −35,9 °C, ; au-dessus de cette température, il se décompose en explosant pour libérer du xénon et de l'oxygène. Dans la molécule XeO4, le xénon est à l'état d'oxydation +8 tandis que l'oxygène est à l'état d'oxydation -2. L'oxygène est le seul élément connu à pouvoir porter le xénon à son état d'oxydation le plus élevé ; le fluor s'arrête à l'état +6 avec l'hexafluorure de xénon XeF6, sans doute pour des raisons d'encombrement stérique.

## Propriétés chimiques et synthèse
Le tétraoxyde de xénon explose au-dessus de −35,9 °C, avec une  ΔH = -643 kJ/mol :
XeO4 → Xe + 2 O2
Deux autres composés du xénon avec un état d'oxydation +8 s'obtiennent en faisant réagir du tétraoxyde de xénon avec de l'hexafluorure de xénon XeF6 : le trioxydifluorure de xénon XeO3F2 et le dioxytétrafluorure de xénon XeO2F4, qu'on peut détecter par spectrométrie de masse.
Toutes les méthodes de préparation partent des perxénates, qu'on obtient des xénates selon deux méthodes possibles. La première est la dismutation de deux xénates en un perxénate et du xénon :
2 XeO42− → XeO64− + Xe + O2.
La seconde est l'oxydation de deux xénates avec de l'ozone :
2 XeO42− + 4 e− + 2 O3 → 2 XeO64− + O2.
Le perxénate de baryum Ba2XeO6 réagit avec l'acide sulfurique H2SO4 pour former du sulfate de baryum BaSO4 avec de l'acide perxénique H4XeO6, lequel donne le tétraoxyde de xénon par déshydratation :
Ba2XeO6 + 2 H2SO4 → 2 BaSO4 + H4XeO6
H4XeO6 → 2 H2O + XeO4
Sinon, l'acide perxénique se dismute lentement en oxygène et acide xénique :
2 H4XeO6 → O2 + 2 H2XeO4 + 2 H2O.